# Laure Barthélémy
Laure Barthélémy (Briançon, 5 agosto 1988) è un'ex fondista francese.

## Biografia
In Coppa del Mondo ha esordito il 16 dicembre 2006 a La Clusaz (57ª).
In carriera ha preso parte a un'edizione dei Giochi olimpici invernali, Vancouver 2010 (61ª nella 10 km, 9ª nella sprint a squadre), e a due dei Campionati mondiali (7ª nella sprint a Oslo 2011 il miglior risultato).

## Palmarès

### Mondiali juniores
- 2 medaglie:
  - 1 oro (sprint a Malles Venosta 2008)
  - 1 argento (10 km a Malles Venosta 2008)

### Coppa del Mondo
- Miglior piazzamento in classifica generale: 23ª nel 2011